# Jonas J. Magnusson
Jonas J. Magnusson, även Jonas (J) Magnusson, född 1966, är en svensk författare, förläggare, tidskriftsredaktör och kritiker samt översättare från franska och engelska. Tillsammans med fotografen Cecilia Grönberg driver han tidskriften OEI och det anknutna förlaget OEI editör.
Magnusson deltog tillsammans med Grönberg i Göteborgs internationella konstbiennal 2023 med konstinstallationen Läsa | lokalitet (berg, tryck) [strata ur en utvidgad bok; billingen, kinnekulle, 2001–2021] som visades på Göteborgs konsthall.

## Utmärkelser
- 2010 – Birger Schöldströms pris, tillsammans med Cecilia Grönberg